# Tamara Shakryl
Tamara Shakryl (1925 o 1926 - 12 de noviembre de 2004) fue una lingüista abjasia, académica y defensora de derechos humanos. 
Antigua asociada en el Instituto de Estudios de Humanidades de la Academia Abjasia de Ciencias. Fue una firme defensora de la independencia de Abjasia, y ha sido muy crítica con las grandes potencias y organizaciones internacionales por exigir que Abjasia siga siendo una provincia de Georgia. 
Fue partidaria del candidato presidencial Raul Jadyimba. El 12 de noviembre de 2004, hubo un incidente entre los seguidores de Khadjimba y el opositor Sergei Bagapsh, los seguidores de este irrumpieron el edificio del parlamento debido a la irregularidad de las elecciones que se acababan de celebrar. Shakryl fue herida y murió horas más tarde.  
Los informes de su muerte varían: algunos afirmaron que los guardias dispararon al aire, otros que Shakryl fue alcanzada por un rebote. En cualquier caso, ella recibió un disparo y falleció en el hospital más tarde ese día, a la edad de 78 años. 
La muerte de Shakryl causó indignación mundial y marcó un importante punto de inflexión en la crisis política de Abjasia. Después de su muerte, cambiaron las tácticas de Bagapsh, instando a sus partidarios a abandonar el edificio del parlamento, para permanecer en el exterior, en una táctica similar a la utilizada con éxito en la Revolución Naranja en Ucrania varias semanas más tarde. Más adelante se detuvo a dos guardias presidenciales por la muerte de Shakryl. Las fuerzas de seguridad leales al presidente, Vladislav Ardzinba lanzaron posteriormente una redada en la oficina del fiscal y liberaron a los dos hombres. Sin embargo, esto solo agravó la tensión, y dio lugar a la decisión de dos mil miembros de la policía a negarse a seguir órdenes del gobierno.